# Dorothea Wierer
Dorothea Wierer (Brunico, 3 de abril de 1990) es una deportista italiana que compite en biatlón.
Participó en tres Juegos Olímpicos de Invierno, obteniendo en total tres medallas, bronce en Sochi 2014 (relevo mixto), bronce en Pyeongchang 2018 (relevo mixto) y bronce en Pekín 2022 (velocidad).
Ganó doce medallas en el Campeonato Mundial de Biatlón, entre los años 2013 y 2023, y una medalla de plata en el Campeonato Europeo de Biatlón de 2011.

## Palmarés internacional
| Juegos Olímpicos   | Juegos Olímpicos             | Juegos Olímpicos  | Juegos Olímpicos        |
| Año                | Lugar                        | Medalla           | Prueba                  |
| ------------------ | ---------------------------- | ----------------- | ----------------------- |
| 2014               | Sochi (Rusia)                | Medalla de bronce | Relevo mixto            |
| 2018               | Pyeongchang (Corea del Sur)  | Medalla de bronce | Relevo mixto            |
| 2022               | Pekín (China)                | Medalla de bronce | Velocidad               |
| Campeonato Mundial |                              |                   |                         |
| Año                | Lugar                        | Medalla           | Prueba                  |
| 2013               | Nové Město (República Checa) | Medalla de bronce | Relevo                  |
| 2015               | Kontiolahti (Finlandia)      | Medalla de bronce | Relevo                  |
| 2016               | Oslo (Noruega)               | Medalla de plata  | Persecución             |
| 2019               | Östersund (Suecia)           | Medalla de oro    | Salida en grupo         |
| 2019               | Östersund (Suecia)           | Medalla de plata  | Relevo mixto individual |
| 2019               | Östersund (Suecia)           | Medalla de bronce | Relevo mixto            |
| 2020               | Anterselva (Italia)          | Medalla de oro    | Persecución             |
| 2020               | Anterselva (Italia)          | Medalla de oro    | Individual              |
| 2020               | Anterselva (Italia)          | Medalla de plata  | Salida en grupo         |
| 2020               | Anterselva (Italia)          | Medalla de plata  | Relevo mixto            |
| 2023               | Oberhof (Alemania)           | Medalla de oro    | Relevo                  |
| 2023               | Oberhof (Alemania)           | Medalla de plata  | Relevo mixto            |
| Campeonato Europeo |                              |                   |                         |
| Año                | Lugar                        | Medalla           | Prueba                  |
| 2011               | Val Ridanna (Italia)         | Medalla de plata  | Relevo                  |